# SahBabii

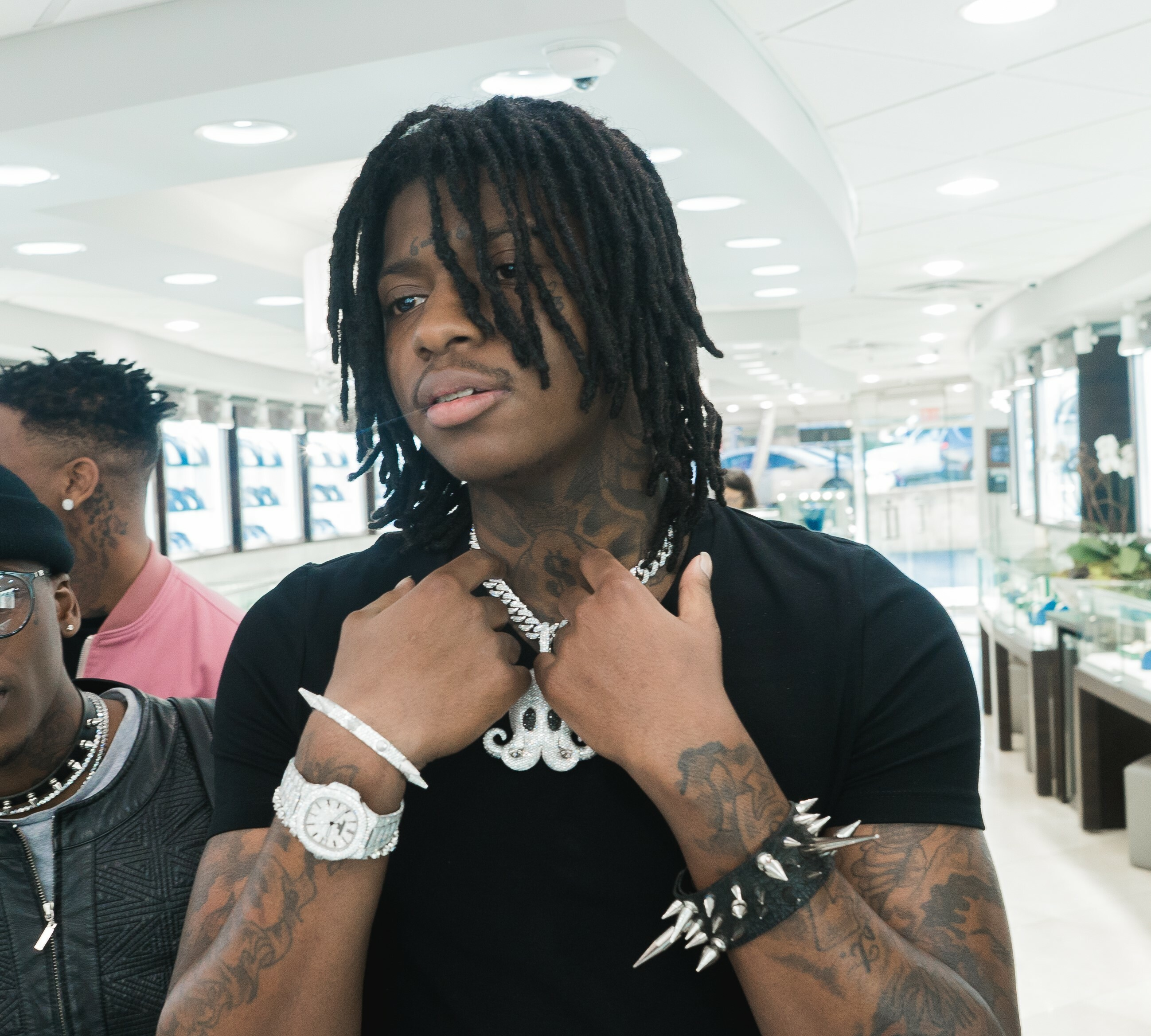
SahBabii, 2018

SahBabii (* 27. Februar 1997 in Chicago, Illinois als Saaheem Malik Valdery) ist ein US-amerikanischer Rapper und Songwriter.

## Biografie
SahBabii wuchs in Chicago auf. Seine Familie zog 2010 zur Unterstützung der Karriere seines älteren Bruders und Rappers T3 nach Atlanta. Kurz darauf begann auch Saaheem zu rappen.
Sein 2017 erschienenes Mixtape S.A.N.D.A.S beinhaltete die Singles Pull Up Wit Ah Stick (zusammen mit Loso Loaded), Marsupial Superstars und Purple Ape. Pull Up Wit Ah Stick belegte am 7. Januar 2017 Platz 47 unter den Hot R&B/Hip-Hop Songs; das am 3. Februar 2017 veröffentlichte Musikvideo zur Single konnte über 69 Millionen Abrufe verzeichnen. Die Videos zu den anderen beiden Titeln erreichten ebenfalls millionenfache Abrufe. Zudem erschienen einige Remixes mit Young Thug, T-Pain, Wiz Khalifa und Fetty Wap.
Die Single Outstanding mit 21 Savage kam am 20. April 2018 heraus, das Mixtape Squidtastic folgte dann am 29. August 2018. Am 8. Juli 2020 präsentierte er das Album Barnacles mit den Singles Double Dick und Tongue Demon. Des Weiteren entstanden  Musikvideos zu den Titeln Ready To Eat (1,5 Millionen Abrufe) und Trapezoid (1 Million Abrufe).
Am 27. Oktober 2021 veröffentlichte er sein Debütalbum Do It For DemoN, in Gedenken an seinem Freund, der im November 2020 verstorben ist.

## Diskografie

### Mixtapes
- S.A.N.D.A.S (2017)
- Squidtastic (2018)
- Barnacles (2020)
- Do It For Demon (2021)
- LeakOut (2022)
- Saaheem (2024)

### Singles
- Rules (2015)
- Not Safe (2015)
- Dumb Bitch (2015)
- Gotta Pay (2015)
- Pull Up Wit Ah Stick (2017; US: Platin[14])
- Marsupial Superstars (2017)
- Purple Ape (2017)
- Outstanding (2018)
- Watery (2018)
- 7 Squids (2018)
- Double Dick (2020)
- Tongue Demon (2020)
- Gates To The Sun (2020)